# Michael Kilby
Michael Kilby (n. 3 septembrie 1924, Dunstable, Anglia, Regatul Unit – d. 9 septembrie 2008, Hawkhurst⁠(d), Tunbridge Wells⁠(d), Anglia, Regatul Unit) a fost un om politic britanic, membru al Parlamentului European în perioada 1984-1989 din partea Regatului Unit. 
1. ↑  Deputații în Parlamentul European